# Forever Seven Days (jeu vidéo)
Forever Seven Days est un jeu de rôle en ligne développé par le développeur de jeux chinois NetEase Games, qui prend en charge iOS, Android et d'autres plateformes mobiles,. Le jeu est géré par NetEase Games pour la Chine continentale, tandis que les marchés étrangers tels que Hong Kong, Macao, Taïwan, le Japon et la Corée sont publiés par différents acteurs du secteur. La musique a été coproduite par Dafei Chen et Kenji Kawai. 